# Hermann Pampel

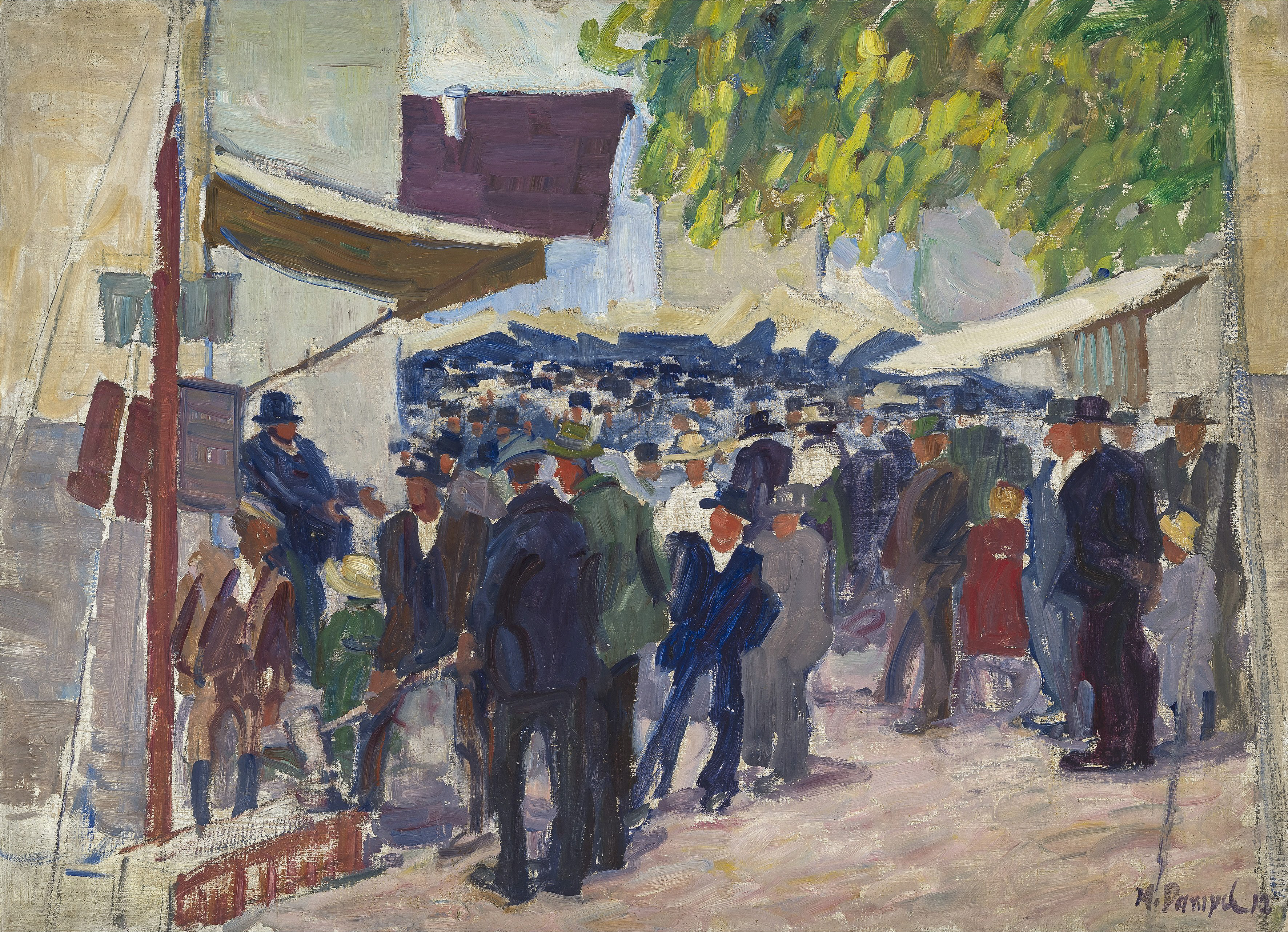
Hermann Pampel: Jahrmarkt (1912)

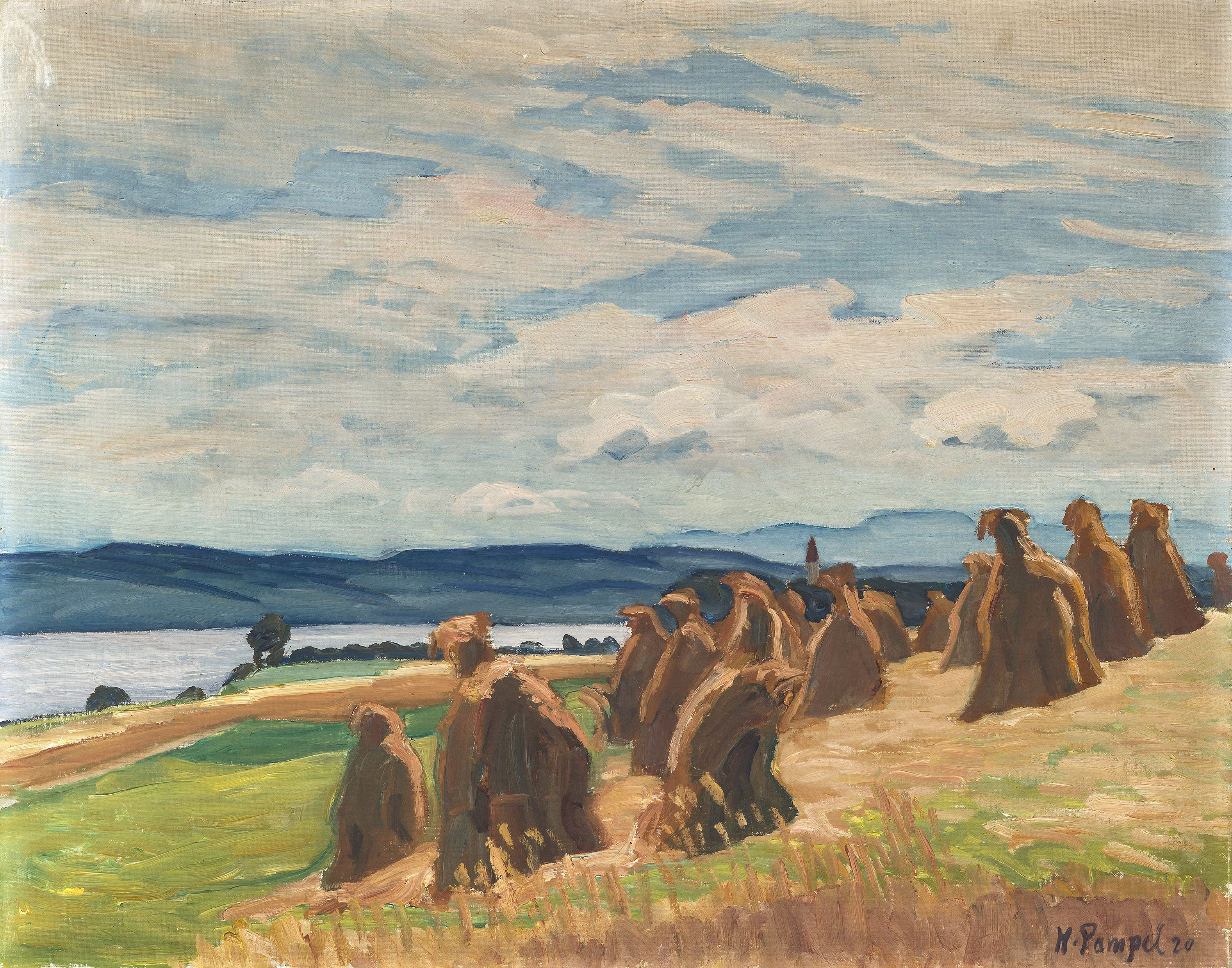
Heumandl (1920)

Hermann Pampel (* 15. November 1867 in Mohlsdorf bei Greiz (Vogtland); † 7. April 1935 in München) war ein deutscher Maler und Graphiker.

## Leben
Hermann Pampel begann seine künstlerische Ausbildung in der Porzellanfabrik Fraureuth. Danach unternahm er eine Wanderschaft nach Böhmen. Von 1889 bis 1893 besuchte er die Dresdener Kunstgewerbeschule. Er verdiente seinen Lebensunterhalt mit Fertigung von Einladungskarten, Zeitungsillustrationen, Plakaten und Exlibris.
Er arbeitete ein Jahr lang bei der Lithographischen Anstalt in Dresden. Danach unternahm er eine Wanderung aus Dresden zu Fuß über das Fichtelgebirge durch die Fränkische Schweiz nach Nürnberg und weiter über Regensburg nach München. Vom 10. Oktober 1893 bis 1897 studierte er an der Königlichen Akademie der Künste in München bei Wilhelm von Diez.
Seit 1895 war er als freischaffender Künstler tätig. Er wirkte insbesondere als Figuren- und Landschaftsmaler sowie Radierer. Auf der Internationalen Kunstausstellung im Münchener Glaspalast 1913 gewann er den ersten Preis und wurde mit einer Goldmedaille ausgezeichnet. Er nahm auch 1914 an der Internationalen Graphischen Ausstellung in Leipzig teil. Von 1917 bis 1920 gab er Abendkurse in Aktmalerei an der Damenakademie des Münchner Künstlerinnenvereins.
Während des Ersten Weltkrieges wurde er als Kriegsgegner aktiv, was er auch in vielen Arbeiten bewies.
1927 verlieh ihm das Bayerische Ministerium für Unterricht und Kultur die Professorenwürde als Professor der Bildenden Künste. Pampel wurde Mitglied der Münchner Sezession und des Reichsverbandes Bildender Künstler Deutschlands.
In seinem Heimatsort Mohlsdorf wurde eine Straße nach ihm benannt. 

## Werke (Auswahl)
- Getreideernte, 1919, Öl auf Leinwand, 80 × 100 cm, Bezeichnung unten rechts „H. Pampel 19“, Städtische Galerie im Lenbachhaus (Schenkung 1927, Inv. G 11155)
- Flusslandschaft, 1929, Öl auf Leinwand, 60,7 × 75,2 cm, Neue Pinakothek München, Bayerische Staatsgemäldesammlungen (Erwerb 1930 Münchner Jahresausstellung im Glaspalast, Inv. 9641)[2]
- Wendelstein, 1931, Leinwand, 60 × 75 cm, Secessionsgalerie München, Bayerische Staatsgemäldesammlungen[3]
- Auf dem Volksfest, aquarellierte Kohlezeichnung, 64,7 × 48,8 cm, Städtische Galerie im Lenbachhaus (Ankauf 1932, Inv. G 2765)
- Bäuerinnen, Radierung, 12 × 15 cm, Bezeichnung unten rechts: „H. Pampel“, Städtische Galerie im Lenbachhaus (Ankauf 1935, Inv. G 3750)[4]